# Krzysztof Jurgiel
Krzysztof Jurgiel, né le 18 novembre 1953 à Ogrodniczki, est un homme politique polonais membre de Droit et justice (PiS).
Il est député européen de 2019 à 2024.

## Biographie
En 1994, il est élu au conseil municipal de Białystok et occupe des fonctions d'adjoint au bourgmestre, chargé de l'Aménagement du territoire et du Développement économique. Il devient bourgmestre l'année d'après.
Aux élections législatives du 21 septembre 1997, il se fait élire député de Białystok sous les couleurs de l'Alliance électorale Solidarité (AWS) en recueillant 55 100 votes préférentiels, devançant ainsi le président du Conseil sortant Włodzimierz Cimoszewicz.
Il quitte son mandat municipal à l'occasion des élections locales de 1998, et devient alors président de la diétine de Podlachie.
Il est réélu à la Diète en 2001, sur la liste de Droit et justice avec 14 355 voix préférentielles, et renonce à ses fonctions régionales. Le 12 octobre 2003, il se présente à l'élection sénatoriale partielle dans la circonscription de Białystok, qu'il remporte avec 7 500 voix d'avance sur le candidat de la Ligue des familles polonaises (LPR).
Il se représente finalement à la Diète aux élections législatives du 25 septembre 2005 dans la circonscription de Białystok, remporte 42 920 suffrages préférentiels et retrouve un siège de député. Le 31 octobre, il devient ministre de l'Agriculture et du Développement rural dans le gouvernement de Kazimierz Marcinkiewicz. À la suite d'un accord de coalition, il est remplacé le 5 mai 2006 par Andrzej Lepper.
Il est réélu aux élections législatives anticipées du 21 octobre 2007, avec un score de 28 212 voix de préférence. Il remporte un nouveau mandat lors des élections du 9 octobre 2011, avec un total de 35 763 votes préférentiels. À nouveau candidat aux élections législatives du 25 octobre 2015, il obtient un septième mandat de parlementaire, avec 44 620 suffrages préférentiels.
Le 16 novembre, Krzysztof Jurgiel est nommé ministre de l'Agriculture et du Développement rural dans le gouvernement de la conservatrice Beata Szydło. Reconduit en 2017 dans le gouvernement Morawiecki I, il quitte ses fonctions le 19 juin 2018, critiqué pour sa gestion de la peste porcine africaine.